# Alopoglossus amazonius
Alopoglossus amazonius — вид ящірок родини Alopoglossidae. Ендемік Бразилії. Раніше вважався конспецифічним з Alopoglossus angulatus, однак за результатами молекулярно-генетичного дослідження, яке показало, що цей вид є насправді видовим комплексом, був визнаний окремим видом.

## Поширення і екологія
Alopoglossus amazonius мешкають на південному заході Бразильської Амазонії, в штаті Рондонія, у верхів'ях Мадейри, на південь від Амазонки. Вони живуть у вологих рівнинних тропічних лісах.